# Scopula sobria
Scopula sobria är en fjärilsart som beskrevs av Walker 1866. Scopula sobria ingår i släktet Scopula och familjen mätare. Inga underarter finns listade.